# 552385 Rochechouart
552385 Rochechouart este o planetă minoră (asteroid) din centura de asteroizi. A fost descoperită pe 25 decembrie 2013 la Nogales de Jean-Claude Merlin⁠(d) și a fost numită după Rochechouart. 
Obiectul prezintă o orbită caracterizată de o semiaxă mare de 3,1536080263555 UAi, o excentricitate de 0,056785880277779, o înclinație de 11,684805187282 ° în raport cu ecliptica.